# Azul ultramar
Azul ultramar, azul ultramarino o ultramar es el nombre dado a los pigmentos utilizados para obtener el color del mismo nombre. Entre estos pigmentos se distinguen el «azul ultramar natural» y los «azul ultramar sintéticos».
También se denomina azul ultramar, azul ultramarino o azul ultramaro a un color azul oscuro, no específico, que se basa en el color de los pigmentos para pintura artística comercializados tradicionalmente bajo ese nombre. Al ser de uso frecuente, suele encontrárselo en catálogos de colores de pinturas, esmaltes, tinturas, telas, etc., a veces superponiéndose con el cromatismo del azul marino, que tampoco es específico. En los recuadros de la derecha se da muestras del azul ultramar natural y uno pictórico. Este último puede variar en los catálogos de pinturas para artistas según el fabricante.
El nombre del color azul ultramar deriva del latín medieval ultramarinus, literalmente «de más allá del mar», en referencia a que el pigmento azul ultramar natural era importado de Asia por vía marítima.

## Azul ultramar natural

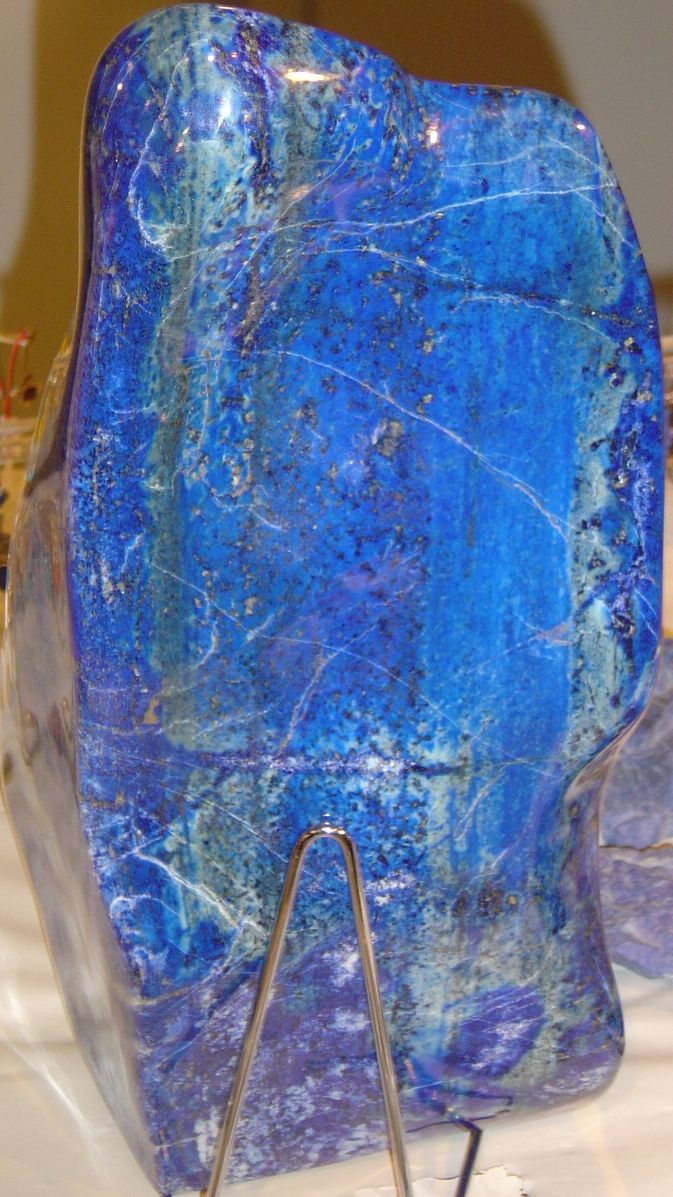
Bloque de lapislázuli, gema con la que se elaboraban el pigmento y las pinturas de azul ultramar natural

El pigmento azul ultramar natural, también llamado ultramarino verdadero, o lapislázuli, es un polvo azul transparente y muy estable que fue utilizado desde tiempos antiguos hasta alrededor del siglo XIX, pero que hoy se encuentra prácticamente en desuso. Su fórmula química es 3Na2O • 3Al2O3 • 6SiO2 • 2Na2S, y consiste básicamente en partículas de color azul extraídas de la piedra semipreciosa llamada lapislázuli, de su componente lazurita.
El lapislázuli está compuesto de varios minerales, mayormente lazurita, con inclusiones de calcita y pirita, pero también haüyna, sodalita y noseana, por lo que no es uniformemente azul. Durante la obtención del pigmento se procuraba separar los componentes indeseables (calcita, pirita, silicatos, etc.) del material azul, lo cual, junto con la dureza de la piedra, hacía difícil el procedimiento.
El azul ultramar natural fue muy apreciado por su color brillante y su resistencia a la luz del sol, al aceite y al agua dura. 
Es, sin embargo, extremadamente sensible a ácidos minerales diluidos y a vapores ácidos. El HCl, el HNO3 y el H2SO4 (aun estando diluidos) destruyen rápidamente su color azul, produciendo sulfuro de hidrógeno (H2S) en el proceso. El ácido acético ataca al pigmento en menor proporción que los ácidos minerales.

### Denominación en elÍndice internacional del color

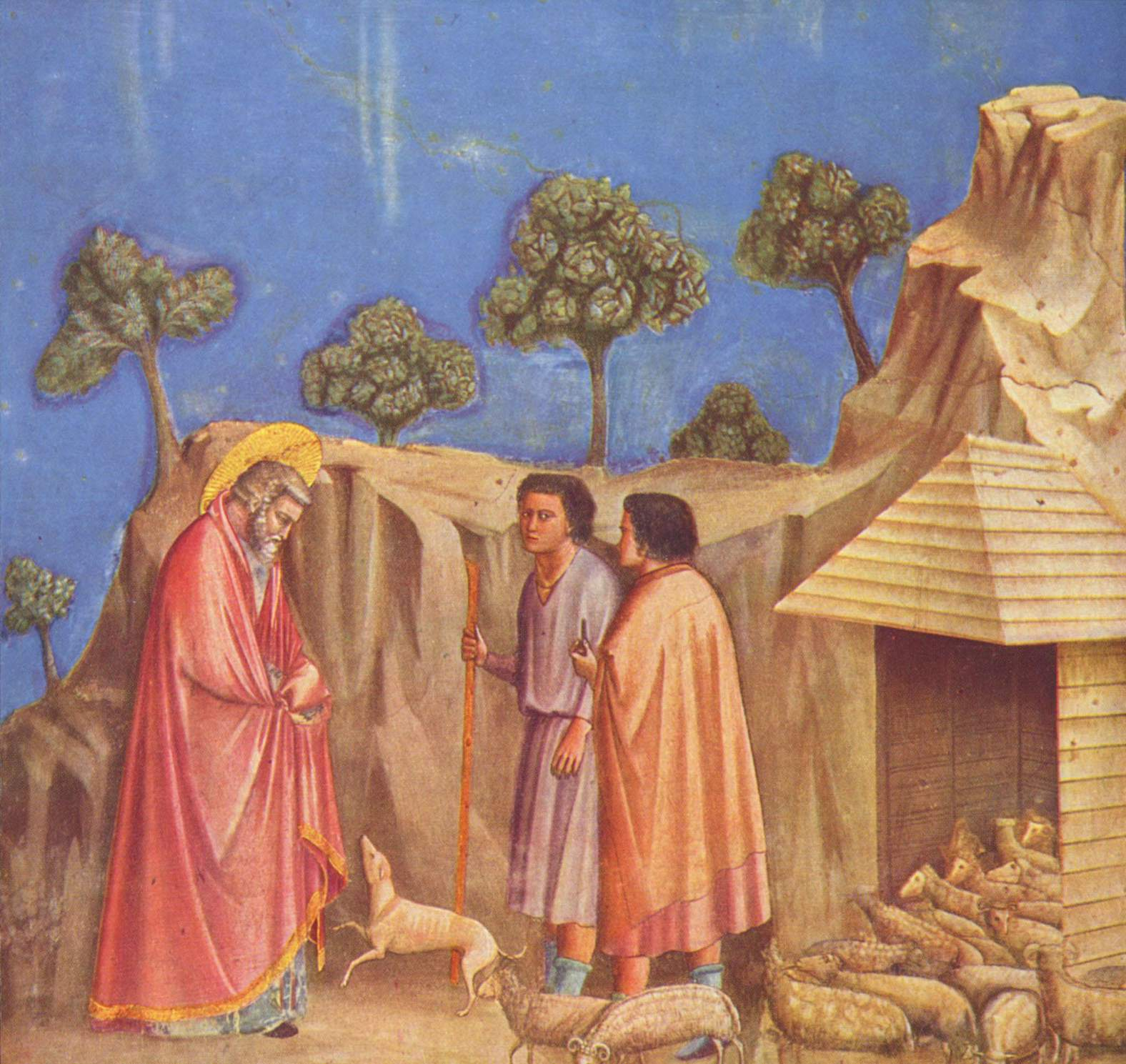
En El sueño de Jacob (1303–1306), una de las muchas escenas que decoran el interior de la Capilla de los Scrovegni, en Padua, Giotto di Bondone utilizó ultramar de lapislázuli aplicado sobre yeso seco para representar el color del cielo

- Pigment Blue 29, PB 29
- CI 77007[6]

### Historia y usos
El primer uso conocido del pigmento de lapislázuli data de los siglos VI y VII d. C., en pinturas de templos zoroastrianos y budistas emplazados en cuevas en Afganistán, cerca de la fuente más famosa del mineral. El lapislázuli también ha sido identificado en pinturas chinas de los siglos X y XI, en murales indios de los siglos XI, XII y XVI, e incluso en manuscritos iluminados anglosajones de alrededor del 1100.
Este pigmento fue muy apreciado en Europa durante los siglos XIV y XV, ya que su brillo complementaba al bermellón y al oro de los manuscritos iluminados y de las pinturas italianas. Pero como el lapislázuli, que debía ser triturado para obtener el azul, es una piedra muy dura y además no cede el pigmento con facilidad, no sorprende que el azul ultramar natural fuera comparado con el oro. En textos bizantinos ya se advierte que, al tratar de separar el pigmento azul del lapislázuli simplemente pulverizando la piedra y enjuagando lo resultante con agua, solo se obtiene un polvo gris azulado pálido.
Alrededor del siglo XIII se mejoró el método de obtención, el cual fue descrito por Cennino Cennini a fines del siglo XIV. Este proceso consistía en moler finamente el lapislázuli y unirlo con cera, resinas, y aceites derretidos, envolver la masa resultante en un paño, escurrirla y luego amasarla con una solución diluida de sosa cáustica tibia. De esta manera las partículas azules se reunían en el líquido, mientras que las impurezas y los cristales sin color permanecían en la masa. Este proceso se repetía hasta que la masa ya no daba color. Las soluciones de sosa cáustica con pigmento ultramarino se dejaban reposar, y luego se colaban a fin de dejar solamente el pigmento. Los pigmentos de las primeras extracciones eran de color más intenso y se consideraban sumamente valiosos, aunque se utilizaban los de todas las extracciones.
Los artistas del Medioevo europeo usaron el azul ultramar natural principalmente en manuscritos iluminados y pintura sobre tabla, reservando frecuentemente el de mejor calidad y de color más intenso para las vestiduras de los personajes más importantes de una composición, como Jesús y la Virgen María. Debido al alto precio del pigmento, los artistas economizaban usando otro azul más barato, como la azurita, o bien ultramar de menor calidad, para dar color azul a zonas menos importantes de una obra. Otras veces se daban las primeras capas de azul con azurita y luego se las recubría con ultramar.
El ultramar natural solo fue usado para frescos cuando era aplicado secco, ya que su grado de absorción era tan alto que de otro modo resultaba prohibitivo utilizarlo. El pigmento era mezclado con algún medio pictórico como el temple al huevo y aplicado sobre yeso seco (tal como en los frescos de Giotto en la Capilla de los Scrovegni en Padua).
A comienzos del Renacimiento, tanto el pigmento ultramar como el pan de oro figuraban en los contratos que celebraban los pintores con sus patrones: estos asentaban la cesión de estos materiales de lujo como parte del pago a los artistas. Similarmente, la cantidad de azul ultramar utilizado en una pintura influía en el valor de esta.
Dado que el lapislázuli se extraía en las antiguas canteras de Badakhshan (situadas en la actual Afganistán) y se llevaba desde Medio Oriente hasta Venecia, Italia, el pigmento azul ultramar es rara vez visto en el arte alemán o en el de los países al norte de Italia.

### Proceso de elaboración
El primer paso sería obtener una piedra de lapislázuli azul de gran calidad y machacarlo en un mortero de bronce, luego en una losa de pórfido, tamizarlo y repetir el proceso. Mezclar con resina de pino, masilla de goma y cera. Cubrir las manos con aceite de linaza y amasar bien todo junto; hacer una pelota y dejarla así durante tres días y trabajarla un poco todos los días. Para extraer el azul hay que dejar la pelota en un recipiente de lejía caliente. Después, exprimir el color azul en la lejía. Dejar que se asiente. Verter la lejía y dejar que el azul se seque como polvo. Repetir el proceso durante varios días hasta que no salga más color azul. La masa retiene las partículas extrañas, pero las partículas finas de lazurita se depositan en el agua alcalina.

## Azul ultramar sintético

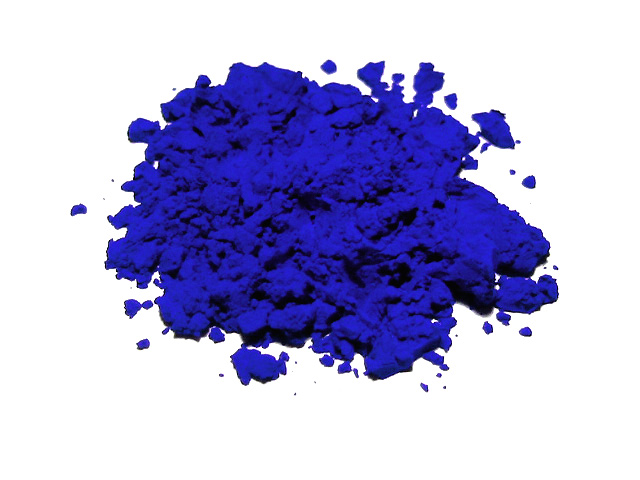
Pigmento azul ultramar sintético (PB 29)

El ultramar sintético o artificial es de un color azul más vivo que el ultramar natural, debido a que las partículas del pigmento sintético son más pequeñas y uniformes que las del natural, por lo que reflejan la luz de manera más homogénea.

### Nomenclatura

#### Denominación en elÍndice internacional del color
- Pigment Blue 29, PB 29
- CI 77007[10]

#### Nombres en otros idiomas
- En inglés: artificial ultramarine blue; French ultramarine; French blue; new blue; sky blue; Academy blue; permanent blue; Oriental blue; Gmelins blue; Guimet's blue; royal blue
- En alemán: Ultramarinblau, synthetisch
- En francés: outremer de synthèse
- En griego: oyltramarina synthetiki
- En italiano: blu oltremare artificiale; blu Guimet
- En portugués: azul ultramarino, sintético[10]
- En catalán: blau marí, blau d'ultramar, blau ultramarí

### Historia
A causa de la escasez de azurita a fines del siglo XVI y principios del XVII, la demanda del ultramar —ya caro— aumentó drásticamente, y con ello el interés en descubrir la fuente del color azul de este pigmento, a fin de poder prepararlo artificialmente.
En 1806, Nicholas Clément y Charles Desormes analizaron con este fin la composición del lapislázuli, esperando encontrar compuestos de hierro, metal al que en esa época se creía responsable del color azul de esta gema. Sin embargo, consiguieron obtener azul de ultramar exento de hierro, lo que demostró que, si bien el lapislázuli contiene frecuentemente sulfato de hierro, este no era el responsable del color. Sí encontraron, en cambio, una considerable proporción de soda cáustica, lo que llevó a sospechar que el responsable del color azul era el sodio.
En 1814, Tassaert, director de la manufactura de vidrios de Saint-Gobain (Francia), halló, durante la demolición de un kiln de cal, varios trozos de arcilla impregnados de un color azul intenso, que remitió al químico Louis Nicolas Vauquelin. Este se mostró asombrado por la similitud del azul de la arcilla con el ultramar natural, y tras someterlo a análisis encontró que ambos reaccionaban de la misma manera a los reactivos químicos.
Mientras tanto, otros experimentos habían mostrado que el sodio, antes considerado un álcali, era en realidad un metal cuya oxidación producía un color azul. Todo esto provocó que la Société d'encouragement pour l'industrie nationale («Sociedad para el fomento de la industria nacional») ofreciera, en 1826, un premio de 6 000 francos a quien descubriese un procedimiento económico para elaborar un azul ultramar similar al del lapislázuli.
El proceso fue desarrollado independientemente y en forma casi simultánea por el industrial francés Jean Baptiste Guimet (1826) y por el profesor de Química alemán Christian Gmelin (1828): consistía en hornear una mezcla de arcilla, azufre, sosa cáustica y carbón. Guimet cobró la recompensa y fue además el primero en producir industrialmente este pigmento, en Francia, en 1828, aunque mantuvo el procedimiento de elaboración en secreto. Gmelin, en ese mismo año, publicó su propio procedimiento, originando así la industria del azul ultramar artificial en Alemania.
Durante el proceso de fabricación del ultramar sintético se pueden modificar las proporciones de sus ingredientes para inducir variaciones en el color del pigmento resultante, obteniéndose así diferentes matices de azul, verde, violeta y rojo.

### Usos
El azul ultramar sintético no es costoso y se usa como pigmento en pinturas de uso artístico (óleos, témperas, acuarelas), empapelados y telas estampadas. Como el azul contrarresta el amarilleo de papeles y materiales textiles, también se lo usa como blanqueador en procesos industriales y en jabones de lavar prendas.
Se lo ha comparado con el azul Klein, una serie de azules derivados del ultramar sintético que fuera desarrollada y utilizada por el artista francés Yves Klein durante los años 1950 y 1960.